# Jacob Wilhelm Lustig

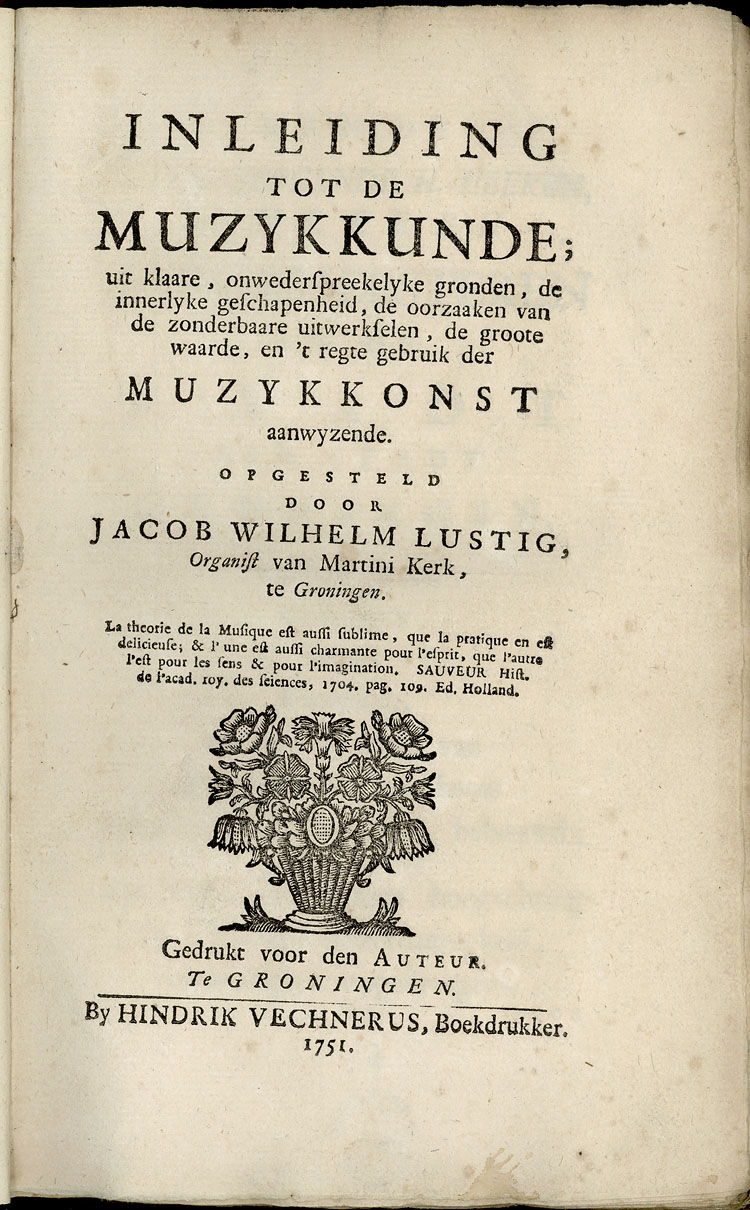
Titelblad van Lustigs Inleiding tot de muzykkunde (1751)

Jacob Wilhelm Lustig (Hamburg, 21 september 1706 - Groningen, 14 mei 1796) was organist van de Martinikerk in Groningen. Tevens was hij werkzaam als componist, klavecinist en muziektheoreticus.

## Levensloop
Lustig was de zoon van de Hamburgse organist Jacob Wilhelm Lustig. Reeds op jeugdige leeftijd kreeg hij orgelles van zijn vader die organist was van de Michaeliskirche in Hamburg. Op 11-jarige leeftijd reeds verving hij zijn ziekelijke vader.
Later werd hij organist van de Hollandse Gereformeerde Kerk van Hamburg en krijgt een vaste aanstelling in de Lutherse hulpkerk aldaar.
Na een basisopleiding in de muziek die zijn vader hem had gegeven, werd bij leerling van Georg Philipp Telemann voor praktische muziekvakken, van Johann Mattheson voor muziektheorie en compositie en vervolgens van Johann Paul Kuntzen, de latere organist van de Marienkirche in Lübeck en daardoor opvolger op rij van Dietrich Buxtehude.
In november 1720 (vermoedelijk op 16 november) was hij getuige van het optreden van Johann Sebastian Bach op het grote orgel van de Hamburgse Sankt Catharinenkirche. Dit was in het kader van een uiteindelijk door Bach zelf afgeblazen sollicitatie naar de vacante functie van organist en kerkadministrateur (!) van de Sankt Jacobikirche. Nog ruim zestig jaren later, in de uitgave (1786) van zijn vertaling van Charles Burneys 'The Present State of Musick in Germany, The Netherlands and The United Provinces' merkt hij hierover op 'Mijn Geest wierd, voor de eerstemaal, in ligte Vlammen gezet toen ik dien Orgelman hoorde'.
Na een vergeefse sollicitatiepoging werd Lustig in 1728 alsnog benoemd tot organist van de Martinikerk te Groningen. Hier bespeelde hij het in 1692 door Arp Schnitger uitgebreide kerkorgel.
Naast organist – waarin hij voornamelijk opereerde als improvisator – was Lustig muziekleraar en componist.
Ten behoeve van het Stads Muziek Collegium van Groningen componeerde hij, naast kerkmuziekstukken en andere zangstukken met ensemble
'... allerhande Caracteristyke Speelmuziek: 12 concerts rustiques; Trio's, La Brune et la Blonde; Symfonieën, la Monarchie, l'Aristocratie et la Démocratie; het Ossenmarkt; Ouverturen, l'Italien, le Francois, l'Anglais; van alle welke (ik) slegts in bezit van de Partituren ben gebleven'.
Van deze ensemblemuziek is niets overgeleverd. In een uitzending van Musica Religiosa van 9 maart 2009 werden liederen van Lustig ten gehore gebracht. Deze uitzending is nog in het radioarchief te beluisteren. De liederen worden uitgevoerd door sopraan Caroline Stam, begeleid door Vincent van Laar op klavecimbel. Het gaat om religieuze, maar ook wereldlijke liederen, waarvan de IKON er een tiental heeft opgenomen.
Enkele van door hem gecomponeerde sonates verschenen in druk. Daarnaast is hij de auteur van diverse werken op het gebied van muziektheorie en muziekesthetiek.
Als kenner van orgels adviseerde Lustig bij de bouw van orgels in onder meer Vlissingen, Rotterdam, Roden en Kampen.
Lustig zag zichzelf voornamelijk als kerkorganist. Hij verbeterde de kerkzang in Groningen door het gebruik van uitgekiende en nieuwe orgelregisters en een betere ondersteunende begeleiding.
In 1999 werd in Aurich in de Duitse regio Oost-Friesland een handgeschreven exemplaar van zijn tot dan toe verloren gewaande verzameling van 24 Capricetten ontdekt. Deze klavierwerken (voor klavecimbel of fortepiano) zijn in 2008 voor het eerst in druk verschenen onder redactie van de musicoloog dr. Rudolph Rasch (Universiteit Utrecht). Bij de Stichting Groningen Orgelland is in juni 2012 de cd verschenen waarop Vincent van Laar alle Capricetten speelt.
Lustig heeft met veel in hun tijd reeds als beroemd te boek staande collega-musici in persoonlijk contact gestaan: in 1772 met Charles Burney die in dat jaar Groningen bezocht. En in 1789 ontmoette hij de orgelvirtuoos Abbé Georg Joseph Vogler.
Het is vooralsnog onduidelijk of Lustig in 1767 persoonlijk in contact heeft gestaan met Carl Philipp Emanuel Bach, de tweede zoon van J.S.Bach, die op 8 januari van dat jaar in Groningen een openbaar huisconcert gaf. Het is uiterst wonderlijk dat Lustig, die zichzelf zo graag voor het voetlicht bracht, op geen enkele wijze melding maakt van het concert en van zijn ontmoeting met deze Bachtelg. Dit is het eerste geregistreerde bezoek van een zoon van J.S.Bach aan Nederland. Optredens van andere zonen van Bach, van Johann Christoph Friedrich ('Bückeburger Bach') en Johann Christian Bach (de 'Londense' of 'Engelse' Bach') later in Amsterdam, zouden volgen.
Lustig was medeoplosser van een ingenieuze raadselkanon van J.S.Bach (BWV 1074, uit 1727, gemaakt voor Ludwig Friedrich Hudemann) waarover zijn oud-leraar Mattheson uit Hamburg uitgebreid melding maakt in zijn muziektractaat 'Der Vollkommene Kapellmeister' (1739).
Jacob Wilhelm Lustig overleed in mei 1796 op 89-jarige leeftijd te Groningen. Hij werd op 17 mei 1796 onder het grote orgel van de Martinikerk begraven. De betreffende grafzerk bevindt zich hier nog steeds.
Het oordeel over de componist Lustig is ambivalent, sommigen zien hem als een zelfingenomen, onbescheiden, tamelijk heetgebakerde en arrogante musicus, die aan composities en literaire bijdragen niets origineels en oorspronkelijks heeft voortgebracht. Anderen daarentegen beschouwen hem als een pionier, theoreticus en praktijkman in één.

## Herdenkingsconcert
Op zaterdag 31 mei 2008 werd Jacob Wilhelm Lustig herdacht met een aan hem gewijd concert in de Martinikerk in Groningen. Gespeeld werden onder andere enkele sonates uit 1734, enkele liederen en een selectie uit 24 Capricetten, een verzameling van klavierstukken uit de jaren 1770 die in alle (24) toonsoorten zijn geschreven.
Bij deze gelegenheid werden eerste exemplaren van de (eerste) uitgave van deze werken overhandigd aan de organist Wim van Beek – een hedendaagse opvolger van Lustig als Martiniorganist – en aan de organist en musicoloog Harald Vogel, die als eerste Lustigs ontdekte verzameling publieke bekendheid verschafte.

## Muzikale werken (gedrukt)
- 1734 – Six sonates: pour le clavecin: ouvrage premier (Amsterdam, Gerhard Frederik Witvogel).

De verzameling is opgedragen aan Prinses Anna, echtgenote van de toenmalige stadhouder van Friesland, Groningen, Drenthe en Gelderland die later als erfstadhouder van de Republiek der Zeven Verenigde Nederlanden als Prins Willem IV bekend werd.
- 1742 – Sonates pour le clavecin...  gravées par Mme Leclair. Première partie. Réimpression de l’édition de Paris, Leclair, veuve Boivin, Le Clerc (heruitgave/facsimile, Editions Minkoff, 1986).
- 1752 – Tien wereldlijke en twintig geestelijke liederen (voor zangstem en basso continuo) in drie afleveringen van het 'Maendelijks Musikaels Tijdverdrijf' (Amsterdam)

## Muziekuitgaven na Lustigs dood
- 1961 – Sonata VI ([uit bovengenoemde collecties] Wilhelmshaven)
- 1987 – Sonates pour le clavecin ([semifacsimile-uitgave] Utrecht)
- 1992 – Fantaisie [uit Sonata V] en Sonata II (Utrecht)
- 1994 – Sonate, klavecimbel, opus 1, nr.4, E grote terts (heruitgave)
- 1994 – Sonate per clavicembalo, prima edizione moderna (heruitgave in moderne druk van alle sonates, Padova)
- 2008 – XXIV Capricetten voor 't Clavier (eerste uitgave, Utrecht)

## Handgeschreven compositie
- De vermelding van de naam 'Lustig' op een 18e-eeuwse handgeschreven basso continuozetting van het (Lutherse) kerklied Wir glauben all an einen Gott – 'Vom Organisten Lustig' zoals op het document vermeld staat – kan op Jacob Wilhelm Lustig senior uit Hamburg betrekking hebben als componist of op zijn in eerste instantie in Hamburg werkzame zoon Jacob Wilhelm Lustig junior.

## Muziektheoretische werken
(chronologisch)
- Inleiding tot de muzykkunde; : uit klaare, onwederspreekelyke gronden, de innerlyke geschapenheid, de oorzaaken van de zonderbaare uitwerkselen, de groote waarde, en 't regte gebruik der muzykkonst aanwyzende (1751, Groningen/1758, Amsterdam)
- Johann Jacob Quantz – Grondig onderwys van den aardt en de regte behandeling der dwarsfluit (vertaling van Lustig; 1754, Amsterdam)
- Muzykaale spraakkonst; of duidelyke aanwyzing en verklaaring van allerhande weetenswaardige dingen, die in de geheele muzykaale practyk tot eenen grondslag konnen vertrekken (1754, Amsterdam)
- Andreas Werckmeiser – Orgel-proef (vertaling van Lustig; 1755, Amsterdam)
- Twaalf redeneeringen over nuttige muzikaale onderwerpen : verhandelende: 1 Algemeene beginselen; 2 Het waare oogmerk van 't ut re mi enz. 3 De grondtoonen der kerkpsalmen; 5 Het regte gebruik van zangmuziek; 6 Den oorsprong der zangkonst; 7 Het wezen der muziek; 8 Den muzikaalen smaak; 9 De muzikaale dichtkunde 10 Een nieuw intervallen-systeem; 11 De muzikaale harmony, en 12 De volmaakte behandeling der kerkzangen : verrykt met eenige aanhangzelen ... met 20 cierlyke ... nooten-plaaten en met een volledig register : ten onderzoek van kenners ... in de form van Maandelyksche samenspraaken (1756, Amsterdam)
- Wenceslaus Wodiczka – Onderwijs voor de eerste beginnende als die wat meerder in de kunst zijn geoeffend der viool (vertaling van Lustig: 1757[?], Amsterdam)
- Biografische aanteekeningen over musici (1762, Groningen)
- Friedrich Wilhelm Marpurg – Aanleiding tot het clavier-spelen (vertaling van Lustig; 1760 en 1765, Amsterdam)
- Nicolo Pasquali – De generaal-bas gemakkelyker voorgedragen (vertaling van Lustig; 1763, Amsterdam)
- Onderrichting voor aangaande claviermeesters of meesteresten na 56 jaarigen ondervinding op gesteld (1777, Groningen)
- Regelen van de vinger zetting by het clavierspel (1784, Groningen)
- Charles Burney – Rijk gestoffeerd verhaal van de eigenlijke gesteldheid der hedendaagsche toonkunst of Karel Burney's Dagboek van zijne, onlangs gedaane musicale reizen door Frankrijk, Italië en Duitschland (vertaling van Lustig; 1786, Groningen)